# Hoffellsfjall
Hoffellsfjall är ett berg i republiken Island. Det ligger i regionen Austurland, 300 km öster om huvudstaden Reykjavík. Toppen på Hoffellsfjall är 690 meter över havet.
Trakten runt Hoffellsfjall är nära nog obefolkad, med mindre än två invånare per kvadratkilometer. Närmaste större samhälle är Höfn, omkring 19 kilometer söder om Hoffellsfjall. Trakten runt Hoffellsfjall består i huvudsak av gräsmarker.